# Албери (Парма)
Албери (итал. Alberi) је насеље у Италији у округу Парма, региону Емилија-Ромања.
Према процени из 2011. у насељу је живело 1110 становника. Насеље се налази на надморској висини од 85 м.